# Mala moa
Mala moa (lat. Megalapteryx didinus) je izumrla vrsta ptice neletačice koja je bila endem Novog Zelanda. 
Prirodna staništa bila su joj šume bukve. Bila je neletačica i član reda nojevki. Bila je visoka oko 1,30 metara i teška oko 25 kilograma. Bila je najmanja od svih moa.
Imala je prsnu kost bez rtenjače. Također su imale i karakteristično nepce.   Podrijetlo ove ptice postaje sve jasnije. Mnogi smatraju da su njezini,  kao i srodnika preci mogli letjeti i došli su u južne krajeve, gdje su se udomaćili.
Bila je zadnja vrsta moe po kronologiji izumiranja. Većina jedinki nestala je oko 1500. Ipak, neke su se jedinke uspjele izboriti se da opstanu do 19. stoljeća zbog toga što su bile držane u zatočeništvu. 